# Flittner Frigyes
Flittner Frigyes (1910-től szepesszombati) (Késmárk, 1845. április 14.-1919. október 23.) politikus, banki szakember, a MKE tagja.

## Élete
Tanulmányai befejezése után Lőcsén kerületi jegyzőként kezdte pályafutását. Egy ideig a politikai életben is részt vett, Késmárkon jelöltette magát. Később átköltözött Budapestre, és csak gazdaságpolitikával foglalkozott. 1879 januárjában az Osztrák–Magyar Bank jogtanácsosa lett, majd 18 éven keresztül állt a bank budapesti központjának élén. 1910. május 12-én nyugdíjaztatását kérte. Életének hátralévő részét családjával Budapesten töltötte.
1910. augusztus 5-én ő és törvényes leszármazottai szepesszombati előnévvel nemességet és címert nyertek a királytól.
Egész életében hű maradt szülőföldjéhez, mellyel szoros kapcsolatokat tartott fenn. Az Osztrák–Magyar Bankban és annak fiókjaiban számos szepességi fiatalt alkalmazott. 1919. október. 25-én a Kerepesi temetőben helyezték örök nyugalomra.
Jelen volt a Magyarországi Kárpát-egyesület alakuló közgyűlésén Ótátrafüreden 1873. augusztus 10-11-én, ahol bizottsági taggá választották. A Szepesi Egyesületnek egyik alapítója volt.
Felesége Waltherr Margit volt, akivel 37 évig élt boldog házasságban. Három leányuk (Klára, Rózsa, Ilka) volt, nővére Ilona (férjezett Drasenovich de Posertve). Fia Flittner János közgazdász, a Magyar Nemzeti Bank főrevizora.
Móricz Zsigmonddal is szakmai kapcsolatba került.

## Elismerései
- 1910 augusztusában a szolgálataiért a király nemesi címmel jutalmazta „szepesszombati“ előnévvel.